# Jan Stefan Giedroyć
Jan Stefan Giedroyć herbu Hippocentaurus (ur. 2 lutego 1730 w Wilnie, zm. 23 marca 1803 w Olsiadach) – biskup żmudzki od 30 marca 1778 i inflancko-piltyński od 22 kwietnia 1765. Biskup tytularny Verinopolis i sufragan białoruski w latach 1763–1765, proboszcz kapituły katedralnej wileńskiej w 1768 roku.

## Życiorys
W 1755 został członkiem kapituły wileńskiej. Był członkiem konfederacji generalnej Wielkiego Księstwa Litewskiego w 1764 roku. Jako protegowany biskupa wileńskiego Ignacego Massalskiego, zrobił za panowania Stanisława Augusta Poniatowskiego szybką karierę polityczną. Był członkiem konfederacji radomskiej 1767 roku. 23 października 1767 wszedł w skład delegacji Sejmu, wyłonionej pod naciskiem posła rosyjskiego Nikołaja Repnina, powołanej w celu określenia ustroju Rzeczypospolitej. Na posiedzeniu Senatu ostro potępił konfederację barską. Przygotowania powstańcze szlachty wileńskiej denuncjował dowództwu stacjonujących w pobliżu Wilna wojsk rosyjskich. Jednak w czasie Sejmu Rozbiorowego w 1773 nosił się z zamiarem publicznego wystąpienia w obronie całości Rzeczypospolitej. Miał wówczas powiedzieć jeśli trzeba męczennika – będę nim. Królowi z trudem udało się odwieść biskupa od tego samobójczego czynu. Już wkrótce jednak Giedroyć stał się jednym z najzagorzalszych popleczników Rosji. Członek konfederacji Andrzeja Mokronowskiego w 1776 roku. Dzięki poparciu Rosjan i króla został w 1778 biskupem żmudzkim. Członek Departamentu Sprawiedliwości Rady Nieustającej w 1779 roku. Na tym stanowisku ściągnął na siebie zarzuty chciwości w gromadzeniu beneficjów i promowania swoich krewnych Giedroyciów na stanowiska kościelne. Został konsyliarzem Rady Nieustającej w latach 1778 i 1780. Przez cztery lata zasiadał w jej Departamencie Skarbowym. Był członkiem konfederacji Sejmu Czteroletniego. Sędzia sejmowy z Senatu z Prowincji Wielkiego Księstwa Litewskiego w 1791 roku. Był przeciwnikiem Konstytucji 3 maja i gorącym zwolennikiem konfederacji targowickiej. Figurował na liście posłów i senatorów posła rosyjskiego Jakowa Bułhakowa w 1792 roku, która zawierała zestawienie osób, na które Rosjanie mogą liczyć przy rekonfederacji i obaleniu dzieła 3 maja. Sędzia sądu sejmowego sejmu grodzieńskiego 1793 roku z Senatu.
Po stłumieniu insurekcji kościuszkowskiej, gdy pewien ksiądz z jego diecezji użył słów obrażających Katarzynę II, Giedroyć nakazał go aresztować, czym zasłużył sobie na podziękowanie posła rosyjskiego Nikołaja Repnina.
Pochowany w katedrze w Worniach. Był kawalerem Orderu Orła Białego. W 1766 został kawalerem Orderu Świętego Stanisława.